# Waidhofen (Haute-Bavière)
Pour les articles homonymes, voir Waidhofen.
Waidhofen est une commune allemande, située dans l'arrondissement de Neuburg-Schrobenhausen, dans le district de Haute-Bavière, en Bavière. 

## Géographie

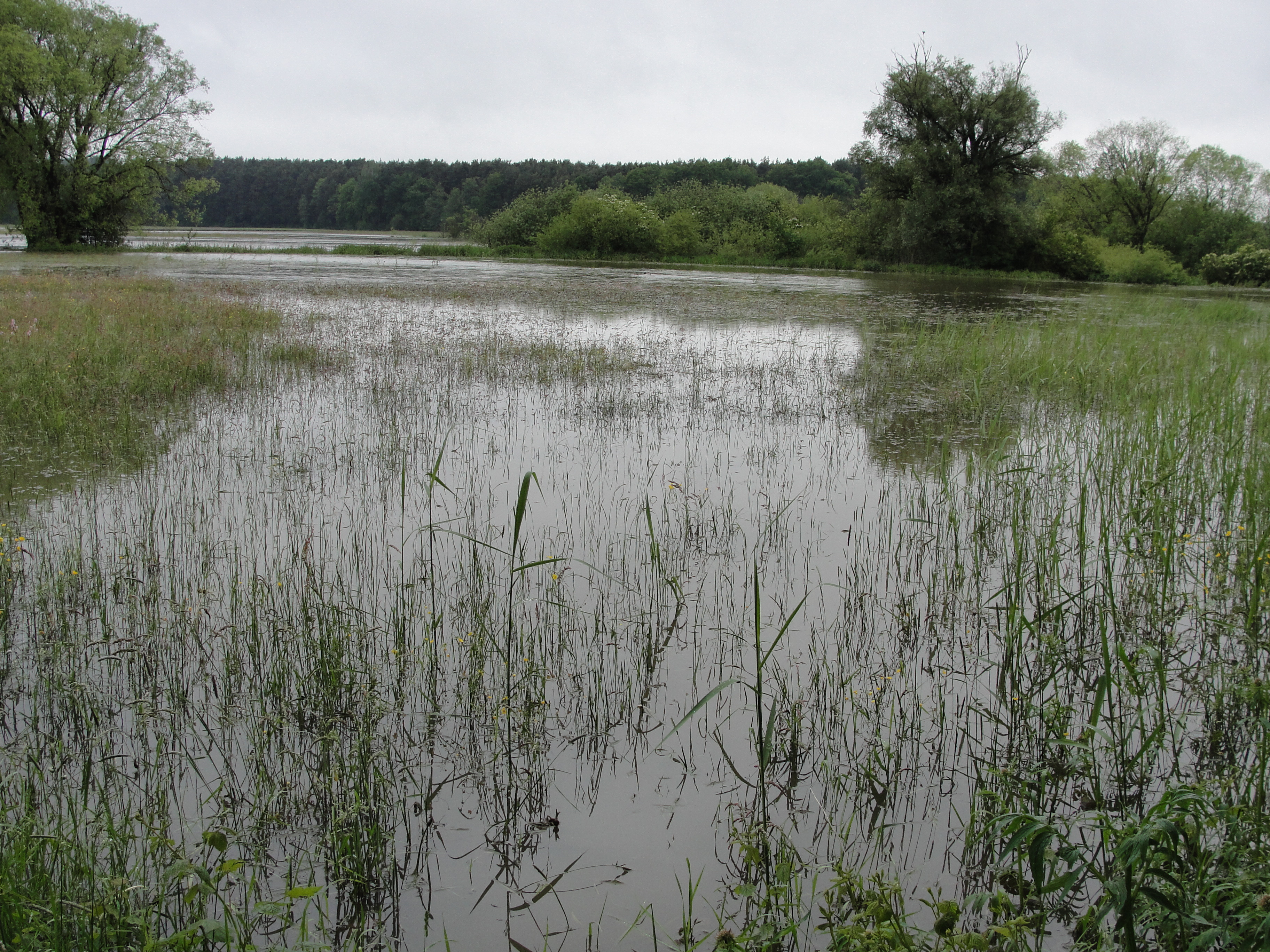
Paysage alluvial sur la Paar.

La commune se situe dans la vallée fluviale de la Paar, un affluent en rive droite du Danube, sur la bordure occidentale de la région de Hallertau. Waidhofen se trouve à 7 kilomètres à l'est de la ville de Schrobenhausen et à 36 kilomètres au sud-ouest d'Ingolstadt. 
En plus du village de Waidhofen propre, le territoire communal comprend également les anciennes municipalités de Diepoltshofen et de Wangen. 
La Bundesstraße 300 reliant Augsbourg et Ingolstadt traverse la commune.

## Histoire
Au  Moyen Âge tardif, un château de plaine (Wasserburg) se trouvait à proximité de l'endroit où aujourd'hui l'église paroissiale s'élève. L'église elle-même, dont les fondations datent du XIIIe siècle, fut reconstruite dans le style baroque vers 1718. 
Au début des Temps Modernes, jusqu'en 1802, Waidhofen abritait un relais de poste géré par la famille princière de Tour et Taxis.